# Tour du Limousin 1998
Il Tour du Limousin 1998, trentunesima edizione della corsa, si svolse dal 18 al 21 agosto 1998 su un percorso di 716 km ripartiti in 4 tappe, con partenza e arrivo a Limoges. Fu vinto dal francese Vincent Cali della Casino davanti allo statunitense Bobby Julich e al francese Jacky Durand.

## Tappe
| Tappa  | Data      | Percorso                          | km  | Vincitore di tappa | Leader cl. generale |
| ------ | --------- | --------------------------------- | --- | ------------------ | ------------------- |
| 1ª     | 18 agosto | Limoges > Aubusson                | 170 | Christophe Rinero  | Christophe Rinero   |
| 2ª     | 19 agosto | Aubusson > Vassivière en Limousin | 181 | Gilles Maignan     | Christophe Rinero   |
| 3ª     | 20 agosto | Bourganeuf > Rochechouart         | 186 | Vincent Cali       | Vincent Cali        |
| 4ª     | 21 agosto | Rochechouart > Limoges            | 179 | Philippe Bordenave | Vincent Cali        |
| Totale | Totale    | Totale                            | 716 |                    |                     |

## Dettagli delle tappe

### 1ª tappa
- 18 agosto: Limoges > Aubusson – 170 km

| Pos. | Corridore          | Squadra | Tempo    |
| ---- | ------------------ | ------- | -------- |
| 1    | Christophe Rinero  | Cofidis | 4h40'40" |
| 2    | Franck Bouyer      | FDJ     | a 1"     |
| 3    | Frédéric Delalande |         | s.t.     |

| Pos. | Corridore         | Squadra | Tempo    |
| ---- | ----------------- | ------- | -------- |
| 1    | Christophe Rinero | Cofidis | 4h40'40" |

### 2ª tappa
- 19 agosto: Aubusson > Vassivière en Limousin – 181 km

| Pos. | Corridore           | Squadra           | Tempo    |
| ---- | ------------------- | ----------------- | -------- |
| 1    | Gilles Maignan      | Mutuelle de Seine | 4h26'21" |
| 2    | Viaceslav Djavanian | Big Mat           | s.t.     |
| 3    | Frédéric Bessy      | Casino            | s.t.     |

| Pos. | Corridore         | Squadra | Tempo    |
| ---- | ----------------- | ------- | -------- |
| 1    | Christophe Rinero | Cofidis | 9h07'01" |

### 3ª tappa
- 20 agosto: Bourganeuf > Rochechouart – 186 km

| Pos. | Corridore     | Squadra      | Tempo    |
| ---- | ------------- | ------------ | -------- |
| 1    | Vincent Cali  | Casino       | 4h42'13" |
| 2    | Bobby Julich  | Cofidis      | a 38"    |
| 3    | Michele Ferti | Amore & Vita | a 46"    |

| Pos. | Corridore    | Squadra | Tempo     |
| ---- | ------------ | ------- | --------- |
| 1    | Vincent Cali | Casino  | 13h49'15" |

### 4ª tappa
- 21 agosto: Rochechouart > Limoges – 179 km

| Pos. | Corridore          | Squadra           | Tempo    |
| ---- | ------------------ | ----------------- | -------- |
| 1    | Philippe Bordenave | Big Mat           | 4h15'11" |
| 2    | Mauro Zinetti      | Polti             | a 10"    |
| 3    | Dominique Rault    | Mutuelle de Seine | s.t.     |

| Pos. | Corridore    | Squadra | Tempo     |
| ---- | ------------ | ------- | --------- |
| 1    | Vincent Cali | Casino  | 18h05'29" |
| 2    | Bobby Julich | Cofidis | a 47"     |
| 3    | Jacky Durand | Casino  | s.t.      |

## Classifiche finali

### Classifica generale
| Pos. | Corridore          | Squadra                    | Tempo     |
| ---- | ------------------ | -------------------------- | --------- |
| 1    | Vincent Cali       | Casino                     | 18h05'29" |
| 2    | Bobby Julich       | Cofidis                    | a 47"     |
| 3    | Jacky Durand       | Casino                     | s.t.      |
| 4    | Frédéric Delalande |                            | s.t.      |
| 5    | Pascal Lino        | Big Mat-Auber 93           | s.t.      |
| 6    | Frédéric Guesdon   | FDJ                        | s.t.      |
| 7    | Franck Bouyer      | FDJ                        | s.t.      |
| 8    | Lylian Lebreton    | Big Mat-Auber 93           | s.t.      |
| 9    | Gilles Maignan     | Mutuelle de Seine-et-Marne | a 50"     |
| 10   | Cedric Celarier    |                            | a 52"     |